# Estádio Municipal Vicente Zenaro Manin
Estádio Municipal Vicente Zenaro Manin – stadion piłkarski w Barra Bonita, São Paulo (stan), Brazylia.